# Heteroponera robusta
Heteroponera robusta is een mierensoort uit de onderfamilie van de Heteroponerinae. De wetenschappelijke naam van de soort is voor het eerst geldig gepubliceerd in 1962 door Kempf.